# Hollywood Film Awards
Gli Hollywood Film Awards sono dei premi cinematografici assegnati annualmente dal 1997.
La cerimonia di premiazione si tiene al Beverly Hilton Hotel di Santa Monica, negli Stati Uniti, nel periodo tra ottobre e novembre. Dal 2014, per la prima volta, viene trasmessa dall'emittente televisiva CBS.

## I premi
Vengono premiate le seguenti categorie:
- Premio alla carriera
- Miglior attore
- Miglior attore non protagonista
- Miglior attrice
- Miglior attrice non protagonista
- Miglior attore emergente
- Miglior attrice emergente
- Miglior regista emergente
- Miglior volto nuovo
- Miglior cast
- Miglior cast emergente
- Miglior film
- Miglior animazione
- Miglior documentario
- Miglior regia
- Miglior sceneggiatura
- Migliore fotografia
- Miglior compositore
- Miglior montaggio
- Migliori effetti speciali
- Migliori costumi
- Miglior trucco e parrucco
- Migliore scenografia
- Miglior sonoro

## Edizioni
2013  ·  2014  ·  2015  ·  2016  ·  2017  ·  2018  ·  2019